# Gelonaetha hirta
Gelonaetha hirta là một loài bọ cánh cứng trong họ Cerambycidae.